# Radio TOP 40
Pour les articles homonymes, voir Top 40.
Radio TOP 40 est une radio privée régionale de Thuringe.

## Histoire
Radio Top 40 émet le 28 avril 1997 dans le cadre des projets DAB en Saxe. Il s'agit d'un projet conjoint de Radio SAW, Antenne Thüringen et Radio PSR. Elle revient en avril 2000 à Weimar sous la direction d'Antenne Thüringen.

## Programme
Le programme vise principalement les adolescents et les jeunes adultes. Les informations sont avant tout régionales.

### Source de la traduction
- (de) Cet article est partiellement ou en totalité issu de l’article de Wikipédia en allemand intitulé « Radio TOP 40 » (voir la liste des auteurs).